# Андерс, Дэвид
Дэ́вид А́ндерс (урожд. Дэвид Андерс Холт, David Anders Holt, род. 11 марта 1981, Грантс-Пасс, Орегон, США) — актёр, наиболее известный ролями Джулиана Сарка в сериале «Шпионка», Адама Монро в сериале «Герои», Джона Гилберта в сериале «Дневники вампира» и Блейна ДеБирса в сериале «Я — зомби».

## Биография

#### Ранние годы
Андерс родился в городе Грантс-Пасс, штат Орегон, США в семье Тони и Джери Холт. Помимо него в семье были ещё приёмные дети Джейсон и Майли и родной брат Арик. Дэвид был младшим в семье.
С детства Андерс играл в школьных спектаклях, но особое внимание уделял спорту: баскетболу и теннису. В 17 лет, будучи в старшей школе, Дэвид играл Филиппа Апостола в местной постановке мюзикла «Иисус Христос суперзвезда».

## Карьера
Переехав в Лос-Анджелес, он взял сценический псевдоним Дэвид Андерс, поскольку имя Дэвид Холт использовал другой актёр. В 2001 году Андерс играет в сериале «So Little Time» вместе с сестрами Олсен. Позже, в 2001 году, он получает роль Джулиана Сарка в сериале «Шпионка». Первоначально планировалось, что Андерс будет приглашённой звездой, но затем было решено сделать его персонажа постоянным. Во время съёмок в «Шпионке», Дэвид играл небольшие роли в сериалах «Зачарованные», «C.S.I.» и «Анатомия Страсти», снимался в независимом кино и участвовал в нескольких небольших постановках. В 2002 году Андерс появился в фильме «Источник».
В 2007 году Дэвид сыграл роль Эли в одноимённом фильме. Следующим этапом в его карьере стала роль Адама Монро/Такезо Кенсей в популярном сериале «Герои». Помимо этого он играл в фильмах «Добро пожаловать в рай! 2: Риф» и «Потусторонние». Андерс также был приглашённой звездой в восьмом сезоне сериала «24» и сериале «Дневники вампира» в роли Джона Гилберта в 2010—2011 годах.

## Благотворительность
Андерс вместе со своим коллегой по сериалам «Шпионка» и «Герои» Грегом Гранбергом являлся участником музыкальной группы Band from TV. Помимо них в группе играют такие звёзды, как Хью Лори («Доктор Хаус»), Джесси Спенсер («Доктор Хаус»), Тери Хэтчер («Отчаянные домохозяйки») и др.

Все средства от концертов и продаж альбомов идут на благотворительность.

## Фильмография
| Год       |     | Русское название                  | Оригинальное название     | Роль                              |
| --------- | --- | --------------------------------- | ------------------------- | --------------------------------- |
| 2002—2006 | с   | Шпионка                           | Alias                     | Джулиан Сарк                      |
| 2002      | ф   | Источник                          | Sourge                    | Буджи                             |
| 2004      | с   | C.S.I.: Место преступления        | CSI                       | Трэвис Уотсон                     |
| 2005      | с   | Зачарованные                      | Charmed                   | Граф Роже                         |
| 2005      | с   | C.S.I.: Место преступления Майами | CSI: Miami                | Брайан Миллер                     |
| 2006      | ф   | Забытая во тьме                   | Left in Darkness          | Донован                           |
| 2007      | ф   | Эли                               | ELI                       | Эли                               |
| 2007      | с   | Анатомия страсти                  | Grey's Anatomy            | Джим                              |
| 2007      | с   | Герои                             | Heroes                    | Адам Монро /Такезо Кенсей         |
| 2009      | с   | Обмани меня                       | Lie to Me                 | Сержант Рассел Скотт              |
| 2009      | ф   | Дети кукурузы                     | Children of the Corn      | Бертон Стэнтон                    |
| 2009      | ф   | Мертвеход                         | The Revenant              | Барт                              |
| 2009      | ф   | Добро пожаловать в рай! 2: Риф    | Into the Blue 2: The Reef | Карлтон                           |
| 2010      | с   | 24 часа                           | 24                        | Йозеф Бажаев                      |
| 2010      | с   | Хранилище 13                      | Warehouse 13              | Джона Райт                        |
| 2010      | с   | Под прикрытием                    | Undercovers               | Мэтью Хант                        |
| 2010—2017 | с   | Дневники вампира                  | The Vampire Diaries       | Джон Гилберт                      |
| 2011—2016 | с   | Однажды в сказке                  | Once Upon a Time          | Виктор Франкенштейн / Доктор Вэйл |
| 2012      | с   | Стрела                            | Arrow                     | Сайрус Вэнч                       |
| 2012      | с   | Доктор Хаус                       | House M.D.                | Билл Копелмен                     |
| 2012      | кор | Соседи                            | Neighbors                 | Тимоти Лонгшэнкс                  |
| 2013      | с   | Необходимая жестокость            | Necessary Roughness       | Трой Катлер                       |
| 2013      | с   | Мыслить как преступник            | Criminal Minds            | Антон Харрис                      |
| 2015      | с   | Преследователь                    | Stalker                   | Даррен Тайлер                     |
| 2015—2019 | с   | Я — зомби                         | iZombie                   | Блейн Дебирс                      |